# Eurogate
Eurogate是欧洲最大的集装箱码头物流集团。2012年，Eurogate旗下11个港口的转运量为1330万标准箱，总员工数为7665人。
1999年，不来梅BLG物流集团与汉堡Eurokai集团将其集装箱码头业务合并而成立了Eurogate，总部设在德国汉萨同盟城市不来梅，其集装箱码头网络主要覆盖泛欧地区，从波罗的海、北海、大西洋到地中海重要港口。除经营集装箱码头以外，Eurogate还通过多家子公司提供一系列物流及码头配套服务，包括多式联运（Eurogate Intermodal）、集装箱装拼箱、海运货物包装（SWOP）以及集装箱储存与维修（ReMain）。

## 德国集装箱码头业务
Eurogate在德国境内运营三个集装箱码头，分别位于德国第一大港汉堡港、第二大港不来梅哈芬港、以及威廉港。Eurogate汉堡集装箱码头总长度为2080米，水深15.3米，拥有6个泊位，配备21台集装箱岸边起重机。2016年，在完成规划中的西扩建设后，将新增两个大型集装箱船舶泊位。目前，Eurogate为汉堡港第二大码头运营商。Eurogate不来梅哈芬港集装箱码头总岸线近5公里长，其连续长度为世界河岸码头长度之最，拥有16个泊位，水深14-16.5米，能停泊目前世界上最大的集装箱船。Eurogate威廉港集装箱码头规划岸线长1725米，水深18米，共有四个泊位，该码头是德国唯一的深水港。Eurogate在不来梅哈芬港与威廉港均为最大的码头运营商。
EUROGATE德国码头网络
| 港口                         | 集装箱码头 泊位（个） | 码头长度 （米） | 面积 （平方米） | 水深 （米） | 岸边 起重机（台） |
| ---------------------------- | --------------------- | --------------- | --------------- | ----------- | ----------------- |
| EUROGATE不来梅哈芬集装箱码头 | 6                     | 1,670           | 1,331,000       | 14.5        | 20                |
| MSC Gate不来梅哈芬集装箱码头 | 4                     | 1,200           | 472,000         | 14-15.5     | 14                |
| NTB不来梅哈芬集装箱码头      | 6                     | 1,810           | 1,050,000       | 15.5-16.5   | 18                |
| EUROGATE汉堡集装箱码头       | 6                     | 2,080           | 1,200,000       | 15.2        | 23                |
| EUROGATE威廉港集装箱码头     | 4                     | 1,725           | 1,300,000       | 18          | 16                |

## 全资及参股企业
- Eurogate不来梅哈芬集装箱码头

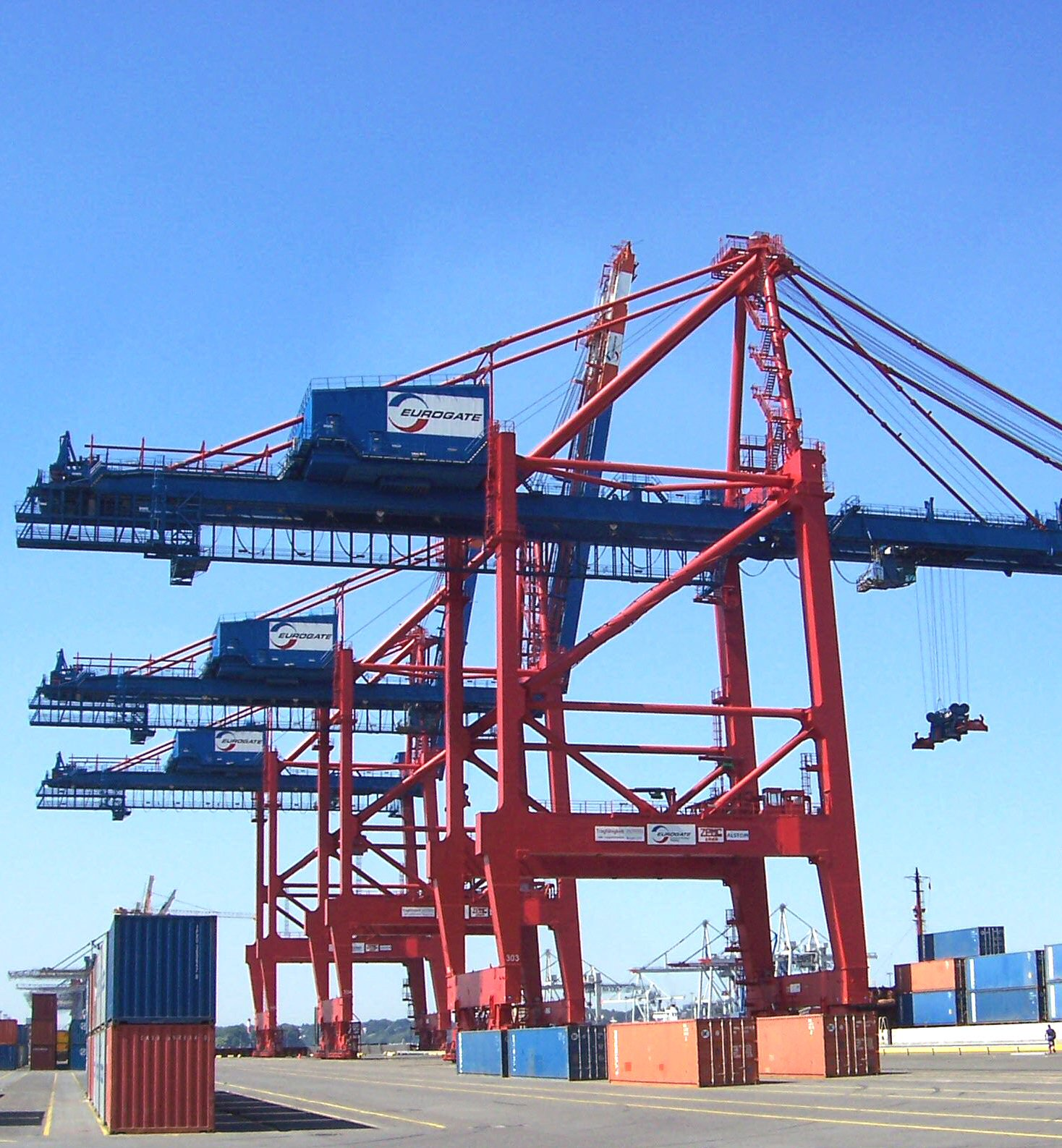
改建后的Eurogate汉堡集装箱码头一号泊位（图为上海振华港机供应的集装箱岸桥）

- MSC Gate不来梅哈芬集装箱码头（与地中海航运各50%股份）
- North Sea不来梅哈芬集装箱码头（与马士基航运各50%股份）
- Eurogate不来梅哈芬码头集装箱货运站
- Eurogate汉堡集装箱码头
  - Eurokombi铁路货运站，汉堡（参股50%）
  - SWOP海运包装
- Eurogate威廉港集装箱码头
- 里斯本集装箱码头（葡萄牙）
- 乌斯季-卢加集装箱码头，俄罗斯乌斯季-卢加（参股）
- Eurogate丹吉尔集装箱码头，北非摩洛哥（参股）
- Eurogate多式运输
  - BoxXpress铁路运输
  - Trimodal物流
  - NTT 2000 Neutral Triangle Train铁路运输
  - MedGate FeederXpress
- Remain集装箱堆存与维修
- Eurogate IT服务
- Eurogate技术服务
- Eurogate码头服务

### 意大利姊妹企业Contship Italia旗下公司
- 卡利亚里国际集装箱码头
- 拉斯佩齐亚集装箱码头
- 焦亚陶罗集装箱码头
- 沙莱诺集装箱码头
- 拉文纳集装箱码头
- Sogemar，意大利米兰（多式联输）
- United Feeder Services，塞浦路斯（地中海支线航运）